# Specjalista do spraw rolniczej spółdzielni produkcyjnej
Specjalista do spraw rolniczej spółdzielni produkcyjnej – organizator produkcji rolniczej zatrudniony w rolniczej spółdzielni produkcyjnej, którego zadaniem było pomaganie zarządowi spółdzielni w kierowaniu i zarządzaniu procesami produkcyjnymi oraz w podejmowaniu decyzji. Pomoc wynikała z potrzeby udzielenia wsparcia rolnikom-członkom spółdzielni produkcyjnej znacznej wielkości, nie będących przygotowanymi do organizowania produkcji rolniczej w jednostkach wielkoobszarowych.
Specjalista formalnie był pracownikiem wydziału rolnictwa powiatowej rady narodowej i był oddelegowany do pracy w RSP. Wsparcie specjalistów finansowane było z budżetu państwa.

## Powołanie specjalistów do spraw rolniczych spółdzielni produkcyjnych
Zarządzeniem Ministra Rolnictwa z 1961 r. wprowadzono do rolniczych spółdzielni produkcyjnych agronomów-kierowników produkcji. Zadaniem specjalisty było prowadzenie dokumentacji związanej z produkcją i gospodarstwem spółdzielczym oraz sprawy związane z rozwojem produkcji roślinnej i zwierzęcej, w tym terminowość zabiegów agrotechnicznych, zbiory ziemiopłodów, stan inwentarza oraz sprawność sprzętu mechanicznego.  
Celem powołania tego stanowiska była potrzeba wsparcia rolników-spółdzielców, którzy przedtem prowadzili małe, rodzinne gospodarstwo rolne i borykali się w ramach gospodarki zespołowej z wieloma problemami produkcyjno-gospodarczych i organizacyjno-finansowymi. Potrzeba wsparcia RSP pojawiła się po załamaniu ruchu spółdzielczego w 1956 r., w wyniku odejścia od ruchu spółdzielczego wielu dotychczasowych spółdzielców. Początkowo specjalista występował w roli doradcy przewodniczącego lub zarządu rolniczej spółdzielni produkcyjnej w jednostkach liczących sobie ponad 200 ha. Potem tę opcję poszerzono na mniejsze obszarowo jednostki, w celu zachęcania rolników do zakładania kolejnych rolniczych spółdzielni produkcyjnych. 
W rozporządzeniu Ministra Rolnictwa i Finansów z 1972 r. oddzielono stanowisko agronoma od kierownika produkcji. Ponadto, wzorem gromadzkiej służby rolnej, wprowadzono stanowisko asystenta i stażysty, którzy mieli wdrażać się do specyfiki pracy instruktorskiej w RSP.  
W rozporządzeniu Ministra Rolnictwa i Finansów z 1976 r. przyjęto, że refundacja kosztów zatrudniania specjalistów w RSP dotyczy wyłącznie nowo założonych spółdzielni i to przez okres nie większy niż 5 lat.
W uchwale Rady Ministrów z 1981 r. oraz w uchwale Rady Ministrów 1984 r. ograniczono wsparcie finansowe dla rolniczej spółdzielczości poprzez określenie, że liczba fachowców dotowanych przez skarb państwa nie może być większa niż jeden specjalista w przypadku RSP do 100 ha, dwóch fachowców w przypadku, gdy obok produkcji roślinnej rozwijana jest produkcja zwierzęca oraz trzech fachowców w przypadku dodatkowego uruchomienia mechanizacji (minimum 5 zestawów traktorowo-maszynowych). 

## Zadania specjalisty do spraw rolniczych spółdzielni produkcyjnych
Uchwałą Komitetu Ekonomicznego Rady Ministrów z 1969 r. i Zarządu Centralnego Związku RSP z 1970 r. określono zadania specjalistów, wśród nich znalazły się:
- opracowanie projektu rocznego planu gospodarczo-finansowego spółdzielni;
- organizowanie procesów produkcyjnych w obszarze produkcji roślinnej i zwierzęcej;
- wdrażanie nowych technologii produkcji, w tym w zakresie mechanizacji rolnictwa i stosowania środków ochrony roślin;
- podejmowanie bieżących decyzji dotyczących produkcji zespołowej z udziałem członków-spółdzielców;
- organizowanie zaopatrzenia i zbytu, w tym pozyskiwania środków produkcji i pasz pochodzenia przemysłowego;
- prowadzenia podstawowej dokumentacji, ewidencjonowanie osiąganych wyników produkcyjnych, prowadzenie dzienników pracy, przebiegu wykonanych prac polowych i żywienia zwierząt gospodarskich;
- prowadzenia szkolenia zawodowego osób zatrudnionych w gospodarstwie zespołowym;
- nadzór nad właściwą eksploatacją sprzętu rolniczego, budynków i urządzeń rolniczych.

## Liczba specjalistów do spraw rolniczych spółdzielni produkcyjnych i liczba RSP
Liczba specjalistów RSP oraz liczba rolniczych spółdzielni produkcyjnych przedstawiała się następująco:
- 1965 r. – 605 specjalistów i 1268 rolniczych spółdzielni produkcyjnych;
- 1966 r. – 704 specjalistów i 1197 rolniczych spółdzielni produkcyjnych;
- 1967 r. – 726 specjalistów i 1130 rolniczych spółdzielni produkcyjnych;
- 1968 r. – 768 specjalistów i 1127 rolniczych spółdzielni produkcyjnych;
- 1970 r. – 836 specjalistów i 1106 rolniczych spółdzielni produkcyjnych;
- 1974 r. – 883 specjalistów i 115 rolniczych spółdzielni produkcyjnych;
- 1975 r. – 1149 specjalistów i 1216 rolniczych spółdzielni produkcyjnych;
- 1976 r. – 3352 specjalistów i 1492 rolniczych spółdzielni produkcyjnych;
- 1978 r. – 9294 specjalistów i 2060 rolniczych spółdzielni produkcyjnych;
- 1980 r. – 13 091 specjalistów i 2299 rolniczych spółdzielni produkcyjnych;
- 1983 r. – 10 524 specjalistów i 2363 rolniczych spółdzielni produkcyjnych;
- 1986 r. – 11 685 specjalistów i 2275 rolniczych spółdzielni produkcyjnych.

## Krajowy Związek Rewizyjny Rolniczych Spółdzielni Produkcyjnych
Ustawą z 1990 r. o zmianach w organizacji i działalności spółdzielczości zlikwidowano Centralny Związek Rolniczych Spółdzielni Produkcyjnych. Spółdzielnie stały się samodzielnymi podmiotami gospodarczymi, bez możliwości wspólnego reprezentowania swoich interesów wobec organów władzy państwowej i samorządowej. 
W 1992 r. powołany został Krajowy Związek Rewizyjny Rolniczych Spółdzielni Produkcyjnych, którego celami są: 
- reprezentowanie interesów zrzeszonych spółdzielni i ich organizacji na szczeblu krajowym;
- prowadzenie działalności informacyjnej, szkoleniowo-instruktażowej, doradczej i lustracyjnej;
- propagowanie i wspieranie rozwoju RSP, organizowanie współpracy i współdziałania między spółdzielniami i ich organizacjami w celu integracji środowiska rolniczej spółdzielczości produkcyjnej;
- informowanie opinii publicznej i środowisk naukowych o głównych problemach funkcjonowania RSP;
- udzielanie pomocy spółdzielniom w rozwiązywaniu występujących u nich problemów gospodarczych, finansowo-ekonomicznych i prawno-organizacyjnych.